# ورگدین‌تپه
ورگدین تپه مربوط به هزاره ۱- است و در شهرستان بندر گز، بخش مرکزی، روستای گل افرا واقع شده و این اثر در تاریخ ۱۰ بهمن ۱۳۸۳ با شمارهٔ ثبت ۱۱۳۳۶ به‌عنوان یکی از آثار ملی ایران به ثبت رسیده است.